# Paul Ahlgren
Paul Ahlgren, född 1962 i Borås, är en svensk curlingspelare, boulespelare, sportkommentator och journalist. Ahlgren har spelat curling för Sundbybergs CK i Lag Anders Kraupp och bland annat blivit trea i elitserien säsongerna 1989/1990 och 1990/1991, samt spelat final i figur-SM 1994, 1998, 2000 och 2001. Han blev även tvåa elitserien i boule 1986. Ahlgren arbetar som kommentator på Eurosport sedan 1998 och har kommenterat en rad sporter, bland annat curling, golf, ridsport, bilsport, segling och bowls. Han brukar vara en av kommentatorerna under Le Mans 24-timmars, i par med Tony Ring, men har även hoppat in under sändningar från bland annat Formula Renault 3.5 Series. Ahlgren har tidigare skrivit krönikor i tidskriften Nätverk & Kommunikation.